# Modèle de diffusion de Bass
Pour les articles homonymes, voir Bass.
Le modèle de diffusion de Bass a été développé à partir des années 1960 par Frank Bass pour étudier la diffusion de différents types de nouveaux produits et services. Ce modèle a connu une grande notoriété dans le domaine du marketing, aussi bien parmi les universitaires que parmi les praticiens ,,,.
Ce modèle est constitué d'une formule qui décrit le processus dans lequel les nouveaux produits sont adoptés dans une population. Son principe de base est que les adoptants peuvent être classés comme des « innovateurs » ou des « imitateurs » et la vitesse et le calendrier d'adoption dépend de leur degré d'innovation ou de leur degré d'imitation chez les adoptants.

## Origine du modèle de diffusion de Bass
Frank Bass a publié son article « Un modèle de croissance d'un nouveau produit pour biens de consommation durables » en 1969. 
Avant cela, Everett Rogers a publié un document intitulé La diffusion des innovations, un ouvrage ayant eu une grande influence, qui décrit les différentes étapes de l'adoption d'un produit. Bass a contribué à ce concept par quelques idées mathématiques.

## Notoriété du modèle de diffusion de Bass
Le modèle est l'un des modèles empiriques les plus cités dans les articles sur le marketing. Le document intitulé « Une nouvelle croissance du produit pour le modèle biens de consommation durables », publié en Sciences de Gestion, a 4 639 citations dans Google Scholar en mai 2013.
Ce modèle de diffusion de Bass a eu une large influence en marketing et en sciences de gestion. En 2004, il a été sélectionné comme l'un des dix articles de la revue "Management Sciences" (en) les plus fréquemment cités dans les 50 ans d'histoire de cette revue ( Management Science, Volume 50, no 12, Ten Most Influentiel Titles of « ManagementScience's » First Fifty Years (Dec., 2004), pages 1833-1840). Le modèle de Bass est un cas particulier du modèle Gamma/Loi de Gompertz avec dérive fondé sur l'hypothèse d'hétérogénéité des propensions individuelles à l'adoption ; selon cette interprétation, le ratio q/p est la variance des propensions individuelles et p + q mesure l'attrait du nouveau produit (Bemmaor 1994). Ainsi, le modèle de Bass, à l'instar du modèle de Koyck en économétrie, peut être considéré comme une forme réduite de plusieurs théories concurrentes sur les facteurs d'influence sur l'adoption. Le site présente pour l'essentiel la version de Frank Bass.    

## Formule de Bass
Ce modèle décrit la diffusion des innovations technologiques dans une population. 
À la suite du nombre élevé d'applications, Bass pose l'hypothèse de base du modèle de diffusion comme une « généralisation empirique », à savoir: La probabilité qu'un acheteur potentiel d'un nouveau produit achète ce produit à l'instant t augmente de façon linéaire avec le nombre cumulé d'acheteurs en t.
Le nombre d'individus qui adoptent l'innovation sur un intervalle de temps est le résultat de deux composantes :
- un phénomène de contagion qui est fonction du nombre d'individus ayant déjà adopté l'innovation,
- et un phénomène de saturation qui est lié à la taille du marché potentiel.

La formule de la courbe de Bass est approximée dans le temps discret par l'équation suivante:
{\displaystyle {\begin{aligned}n(t)&=p\cdot {\big (}M-N(t-1){\big )}+q\cdot {\frac {N(t-1)}{M}}\cdot {\big (}M-N(t-1){\big )}\\&=\left[p+{\frac {q}{M}}N(t-1)\right]{\big [}M-N(t-1){\big ]}\\&={\text{Innovateurs}}+{\text{Imitateurs}}\end{aligned}}}
- n(t) : nombre de nouveaux acheteurs du produit ou service considéré à l'année t
- N(t - 1) : nombre cumulé d'acheteurs jusqu'à l'année t - 1 (si les données sont annuelles)
- M : le potentiel du marché, c'est-à-dire le nombre total d'acheteurs potentiel du produit à terme supposé fixe depuis le lancement.
- p : le coefficient d'innovation ou de l'influence externe, caractérisant la probabilité que quelqu'un qui n'utilise pas encore le produit se mette à l'utiliser à cause d'une influence externe au processus de diffusion: publicité, prix, notoriété du produit dans les médias, besoins personnels, facilité d'usage. Ce segment caractérise les usagers amateurs de nouveauté, influencés davantage par les caractéristiques du produit que par l'opinion de la majorité. Le nombre des nouveaux acheteurs de ce type est maximum au début, puis décroît régulièrement.
- q : le coefficient d'imitation ou de l'influence interne, caractérisant la probabilité que quelqu'un qui n'utilise pas encore le produit se mette à l'utiliser à cause de l'influence de ceux qui utilisent déjà le produit et du « bouche à oreille ». Ce segment caractérise l'influence de ceux qui ont déjà adoptés le produit sur les autres qui ne les ont pas encore adoptés. Le nombre des nouveaux abonnés de ce type est nul au début, puis augmente rapidement pour passer par un maximum, pour diminuer ensuite lorsqu'il y a de moins en moins de personnes non encore pourvues du nouveau produit et qu'on approche de la saturation.

Quand q est supérieur à p, les ventes de l'innovation augmentent au cours du temps, atteignent un maximum et diminuent. Quand q est inférieur à p, les ventes diminuent de façon monotone à partir de t = 0: il n'y a pas de diffusion. Quand q est égal à 0, le modèle se réduit à une loi exponentielle.
Il est intéressant de noter que la loi exponentielle est une variante du modèle de diffusion de Bass en prenant le paramètre q = 0, ce qui revient à ne considérer que la catégorie des innovateurs pour déterminer les nouveaux acheteurs. Quand p = 0, le modèle de Bass devient identique au modèle de Mansfield.
La courbe de Bass peut être utilisée avec les valeurs moyennes suivantes quand le temps est exprimé en années  :
- paramètre d'innovation : p = 0,03 (p est souvent inférieur à 0,01)
- paramètre d'imitation : q = 0,38 (q est généralement compris entre 0,3 et 0,5). Il en résulte que, selon cette interprétation, plus de 95 % des premiers achats d'un nouveau produit sont dus à l'influence d'acheteurs antérieurs ce qui peut laisser perplexe sur l'esprit moutonnier des acheteurs (et mérite davantage de validation).

## Utilisation du modèle
Le modèle de diffusion de Bass a été utilisé dans les études de prévision de la demande pour la téléphonie mobile et pour les services par Internet,,.Des universitaires chinois l'ont appliqué pour décrire la diffusion de l'utilisation d'Internet en Chine (publication en chinois). L'estimation du modèle sur des séries courtes a suscité des interrogations sur la stabilité des paramètres et la fiabilité des prévisions (Heeler et Hustad 1980, Van den Bulte et Lilien 1997, Bemmaor et Lee 2002). La validité prédictive, par opposition à la capacité descriptive, du modèle reste une question ouverte. Une autre limite bien connue du modèle est son manque de flexibilité, en particulier dans le cas où la répartition des premiers achats dans le temps est pentue sur la droite, un cas frequent, ou éventuellement sur la gauche (Van den Bulte et Stremersch 2010, Dover, Goldenberg et Shapira 2012).      

## Développement du modèle
Durant les deux dernières décennies, le modèle de Bass a fait l'objet de travaux par les universitaires visant à l'améliorer.
Frank Bass a lui-même publié dans "Management Sciences" (en) en 2004, deux ans avant sa mort, un document pour actualiser et compléter son modèle .